# ساحل ادمیرالز
ساحل ادمیرالز (به انگلیسی: Admirals Beach) یک شهرک در کانادا است که در نیوفاندلند و لابرادور واقع شده‌است.

## خصوصیات
ساحل ادمیرالز ۱۵۳ نفر جمعیت دارد.